# Armstrong Whitworth Albemarle
Армстронг Уитворт Альбемарль (англ. Armstrong Whitworth A.W.41 Albemarle) — британский двухмоторный транспортный самолёт, принятый на вооружение в ходе Второй мировой войны. Первоначально проектировался как бомбардировщик, но никогда не использовался в этой роли. Использовался для перевозки грузов, доставки парашютистов и буксировки планёров.

## История
В 1938 году Министерство авиации Великобритании разработало техническое задание на средний двухмоторный бомбардировщик. В преддверии начала войны одним из главных требованием этого задания было создание простого, дешёвого самолёта без использования дефицитных материалов. В конструкции бомбардировщика предлагалось заменить алюминиевые сплавы деревом и низколегированной сталью, а также упростить технологию производства до уровня, доступного небольшим предприятиям.
Самолёт «Albermarle» был создан в КБ фирмы «Armstrong Whitworth» под руководством Джона Ллойда. Первоначально самолёт проектировался как средний бомбардировщик A.W.41. Конструкция нового бомбардировщика была выполнена в основном из стали и дерева, без использования стратегических материалов.. Это позволяло в серийном производстве собирать отдельные агрегаты и узлы самолёта с применением малоквалифицированной рабочей силы.
В связи с тем, что основной завод фирмы был загружен заказами на бомбардировщик A.W.38 Whitley фирма Armstrong Whitworth организовала сборку первых двух опытных A,W.41 на небольшой фирме «Air Service Training». На не существующий ещё в металле самолёт Министерство авиации выдало крупный заказ на 998 машин. Предполагалось, что в производстве этого самолёта будет задействовано более 1000 субподрядчиков.
Прототип бомбардировщика A,W.41 совершил первый полёт 20 марта 1940 года. С мая 1940 года начались испытания нового самолёта в центре «Armstrong Whitworth». Лётные испытания показали, что характеристики нового самолёта далеки от расчётных. Стало ясно, что при сохранении существующей конструкции улучшить технические характеристики самолёта невозможно.
Для устранения выявленных недостатков был увеличен размах крыла и вертикального оперения, но это помогло лишь частично. Испытания первого прототипа шли до 4 февраля 1941 года, когда самолёт разбился в аварии. Испытательные полёты возобновились в апреле 1941 года на втором прототипе.

## Производство
Серийное производство самолётов «Albermarle» было поручено фирме Gloster Aircraft на новом заводе в Брокуорте. По плану, утверждённому министерством авиации, серийное производство должно было начаться в июне 1940 года и к июлю 1941 года промышленности предстояло сдать 496 бомбардировщиков.
Первый серийный самолёт был изготовлен в сентябре 1941 года и только в конце октября 1941 года его сдали ВВС. Серийное производство на новом заводе не налаживалось из-за трудностей с координацией поставок деталей и узлов от многочисленных субподрядчиков. За время доводки самолёта A.W.41 он окончательно устарел и не мог конкурировать с новыми английскими и американскими бомбардировщиками, поступившими на вооружение королевских ВВС.
При сложившейся ситуации не стоило запускать «Albermarle» в качестве бомбардировщика в серийное производство. В результате только 32 самолёта выпустили в варианте дневного бомбардировщика. Чтобы совсем не отменять подписанные контракты, выданные раннее заказы ограничили до 600 экземпляров, а A.W.41 решили переделать в скоростной транспортный самолёт для высадки десанта.
Фирма «Armstrong Whitworth» разработала несколько транспортно-десантных модификаций самолёта в рамках обновлённого заказа. Помимо транспортно-десантных вариантов проектировались и бомбардировщики мишеней. Производство самолётов Armstrong Whitworth Albermarle было прекращено в декабре 1944 года, к этому времени было изготовлено 602 самолёта.

## Эксплуатация
Как бомбардировщик «Albermarle» совершил только один боевой вылет с бомбами в феврале 1943 года на цели во Франции. С ноября 1942 года эти самолёты стали использовать как транспортные на маршруте до Гибралтара. С января 1943 года в ВВС стали поступать транспортно-десантные модификации самолёта. С этого времени «Albermarle» участвовали во всех крупных высадках воздушного десанта в Северной Африке, Италии, Нормандии. Применялся во время высадки в Нормандии и в Операции Маркет Гарден.
Маршрут Англия — Гибралтар самолёты «Armstrong Whitworth Albermarle» обслуживали до марта 1944 года. В конце Второй Мировой войны «Albermarle» эксплуатировали в качестве учебных самолётов. Последние самолёты были списаны в августе 1947 года.
Единственной страной, эксплуатировавшей самолёты «Albermarle», стал СССР. В октябре 1942 года, когда потери советской авиации стали критическими, советский посол И. М. Майский подписал соглашение о поставке 200 самолётов. Обучение советских лётчиков проходило на авиабазе в Шотландии.
В 1943 году из Великобритании в СССР была начата перегонка бомбардировщиков этого типа. Перегонщиков набирали из числа опытных специалистов 1-й транспортной авиадивизии.
В Советском Союзе самолёты подвергли тщательным испытаниям, которые показали, что они значительно уступали по лётным и эксплуатационным качествам дальним бомбардировщикам и транспортникам ПС-84. Ознакомившись с результатами первых недель эксплуатации «Албемарла» в СССР, комиссия под руководством маршала авиации Ф. А. Астахова рекомендовала отказаться от их дальнейшей приёмки или серьёзно их модифицировать. Перегонку самолётов приостановили, а затем прекратили вообще. Последний из этих самолётов, эксплуатировавшихся в Советском Союзе, был списан осенью 1945 года.

## Тактико-технические характеристики
Приведённые характеристики соответствуют модификации B Mk.I.
Источник данных: Tapper, 1973; Mason, 1994.

Технические характеристики
- Экипаж: 6-7
- Длина: 18,26 м
- Размах крыла: 23,47 м
- Высота: 4,75 м
- Площадь крыла: 74,65 м²
- Профиль крыла: Clark YH - корень крыла, Clark Y - законцовки
- Нормальная взлётная масса: 16556 кг
- Объём топливных баков: 3496 л (+ 2864 л в дополнительный баке в бомбоотсеке)
- Силовая установка: 2 × 14-цилиндровых воздушного охлаждения Bristol Hercules XI
- Мощность двигателей: 2 × 1590 л. с. (2 × 1190 кВт)
- Воздушный винт: трёхлопастной DH Hydromatic

Лётные характеристики
- Максимальная скорость: 427 км/ч на 3200 м
- Крейсерская скорость: 274 км/ч
- Скорость сваливания: 129 км/ч
- Практическая дальность: 2092 км (с нормальным запасом топлива)
- Практический потолок: 5486 м
- Нагрузка на крыло: 222 кг/м²
- Тяговооружённость: 144 Вт/кг

Вооружение
- Стрелково-пушечное:  
  - 4 x 7,7 мм пулемёта Browning в верхнефюзеляжной установке Boulton Paul
  - 2 x 7,7 мм пулемёта Browning в убирающейся задней подфюзеляжной установке
- Боевая нагрузка: 1814 кг
- Бомбы:  
  - 2 x 907 кг или
  - 4 x 454 кг